# Covens & Mortier

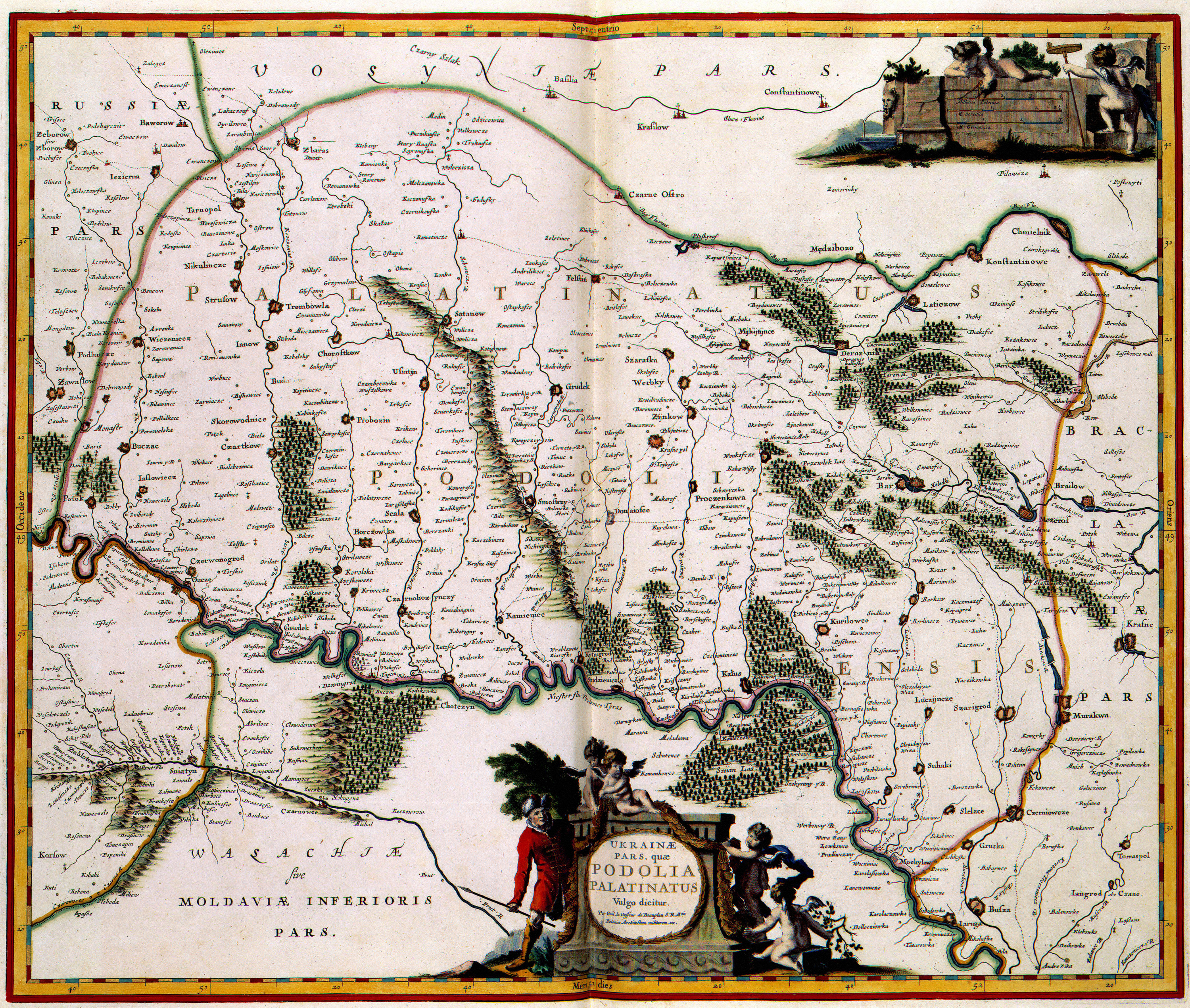
Українські землі — Поділля

Covens & Mortier — видавнича фірма в Амстердамі, що діяла в 1721–1866 роках. Видавнича фірма «Mortier» діяла з 1685 р. Заснував цей бізнес П'єр Мортьє (Mortier Pieter, Pierre; 1661—1711), амстердамський видавець французького походження. 1681—1685 pp. жив і працював у Парижі. Після смерті П'єра в 1711 р., його вдова продовжувала бізнес чоловіка, поки не виріс їх син Корнель Мортьє (Cornelis Mortier; 1699—1783). Корнель почав співпрацювати зі своїм зведеним братом Йоханесом Ковенсом (Covens Johannes; 1697—1774). З їх прізвищ і походить назва видавничого будинку «Covens & Mortier» (1721). Після смерті Й. Ковенса I (1774) його бізнес продовжив син Йоханес Ковенс II (1722—1794). 1778 р. назву фірми змінено на «J.Covens & Zoon.». Після смерті Йоханеса Ковенса II видавничим домом керував його син Корнель Ковенс (Cornelis Covens; 1764—1825). Він взяв до себе, у свій видавничий бізнес, Мортьє П'єра IV, правнука Мортьє П'єра I. Ім'я було з 1794 р. по 1866 р. «Mortier, Covens & Zoon.». Протягом свого існування фірмою було видано безліч різних мап, атласів, портоланів. Зокрема уточнені і перевидані атласи Нікола Сансона, мапи Йоганна Янсоніуса, Фредерік де Вітта та інші. Під керівництвом спадкоємців Й. Ковенса і К. Мортьє фірма проіснувала до 1866 року.